# زیر درخت هلو
زیر درخت هلو فیلمی ایرانی محصول ۱۳۸۴ به کارگردانی ایرج طهماسب است.

## خلاصه داستان
در خانواده عارف‌پور هرکدام از افراد خانواده شب قبل از مرگ، در خواب می‌فهمد که فردا ساعت پنج عصر خواهد مرد...